# ベントレー・ターボR
ターボR（Turbo R ）はイギリスの自動車メーカーであるベントレーモーターズが1985年から1997年まで販売していた高級車である。

## 概要
ミュルザンヌとシャシを共用し、ミュルザンヌ・ターボのターボエンジンを搭載する。ターボRのV型8気筒エンジンはボッシュMKモトロニック燃料噴射装置が新たに搭載され、トルクがアップされた。スポーツサスペンションや幅広タイヤを採用した最初のベントレー車である。また、特徴的な丸目4灯ヘッドライトはこのモデルより採用され、順次ほかのベントレー車にも採用された。
サスペンションの変更は重量級の車をパフォーマンスカーに変貌させた。スタビライザーのレートはフロントで60%、リアで80%増加され、ショックアブソーバーもチューニングされた。コーナーでの左右の動きを減らすためラテラルロッドが導入された。スプリングレートはミュルザンヌと一緒だった。ロールス・ロイスにより公式な数字は提供されなかったが、『モータートレンド』誌によると最高出力は295PS=221kW、最大トルクは660N·mであった。
「ターボR」は世界各国で大きなヒットモデルとなると同時に、ベントレーのブランドイメージを大きく塗り替えることになり、これまでロールス・ロイスの販売台数を超えたことが無かったベントレーが、初めてロールス・ロイスを超えるなど、低迷していたベントレーを蘇らせるきっかけを作った。またバブル景気時の日本では、正規輸入販売代理店への年間割り当て台数を超える需要があったこともあり、並行輸入車がプレミア価格で大量に販売された。1989年の『モータートレンド』（Motor Trend）誌はターボRを「有名な名前に値するこの数十年で最初のベントレー」と呼んだ。
アメリカでの価格は$195,000で、ミュルザンヌより高く、シルヴァースピリットより$39,000安かった。生産台数はショートホイールベース版が4,653台、ロングホイールベース版の「ターボRL」が1,211台、合計5,864台。

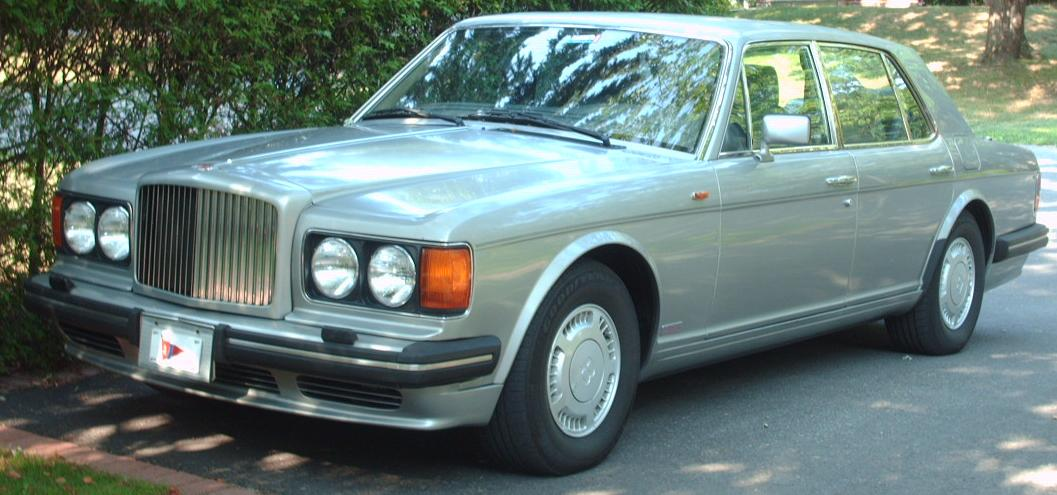
ベントレー・ターボR

## 新型ターボR
1995年、ターボRの新しいモデルが登場した。ザイテック製の燃料噴射装置と4速オートマチックトランスミッションが導入された。
生産台数はショートホイールベース版が543台、ロングホイールベース版が823台、合計1,366台。